# Koers. Museum van de Wielersport

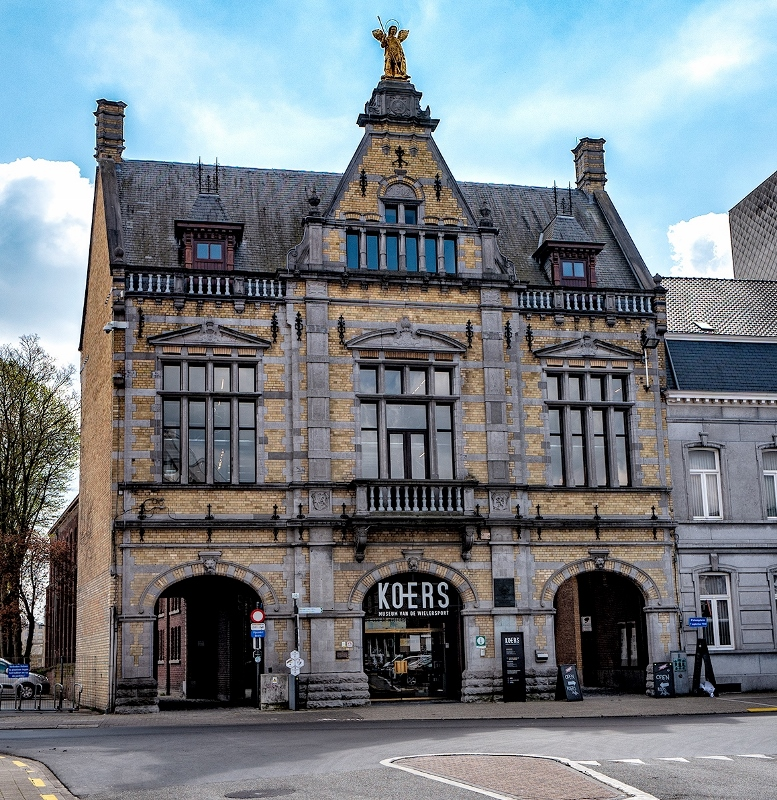
Das KOERS in Roeselare (2019)

Das Koers. Museum van de Wielersport ist ein Radsport- und Fahrradmuseum im belgischen Roeselare. Es wurde 1998 in einer denkmalgeschützten ehemaligen Feuerwache im Zentrum der Stadt unter dem Namen Nationaal Wielermuseum (WieMu) eröffnet und 2018 umbenannt.

## Sammlung
Der Schwerpunkt der Museumssammlung liegt auf Artefakten von belgischen Radsportstars, wie Odiel Defraeye, Patrick Sercu, Iljo Keisse und Eddy Merckx. Gezeigt werden zudem historische Fahrradtypen sowie eine komplette historische Fahrradwerkstatt.
Der Monserésaal ist Jean-Pierre Monseré gewidmet, einem Sohn der Stadt, der 1970 Profi-Straßenweltmeister wurde und im Jahr darauf tödlich verunglückte. Das Jahr 2012 stand unter der Überschrift En het wiel van Odiel im Zeichen von Odiel Defraye, der 1912 als erster Belgier die Tour de France gewann; neben einer Sonderausstellung standen zahlreiche Veranstaltungen auf dem Programm. Im Mai 2012 wurde die International Cycling History Conference vom Museum ausgerichtet.
Das Museum bietet eine Vielzahl von Veranstaltungen wie Buchvorstellungen, Sonderausstellungen, Fahrradtouren, Schulveranstaltungen und Filmabende an. Es verfügt über einen Laden, in dem Trikots, Radsportbücher und Radsport-Souvenirs verkauft werden.
Am 9. September 2018, dem Tag des offenen Denkmals, wurde das Museum, das zwischendurch in einem Ausweichquartier untergebracht war, nach dreijährigen Renovierungs- und Umbauarbeiten unter dem neuen Namen Koers. Museum van de Wielersport wiedereröffnet. Der Schwerpunkt der Ausstellung liegt auf der Geschichte des Radrennsports.

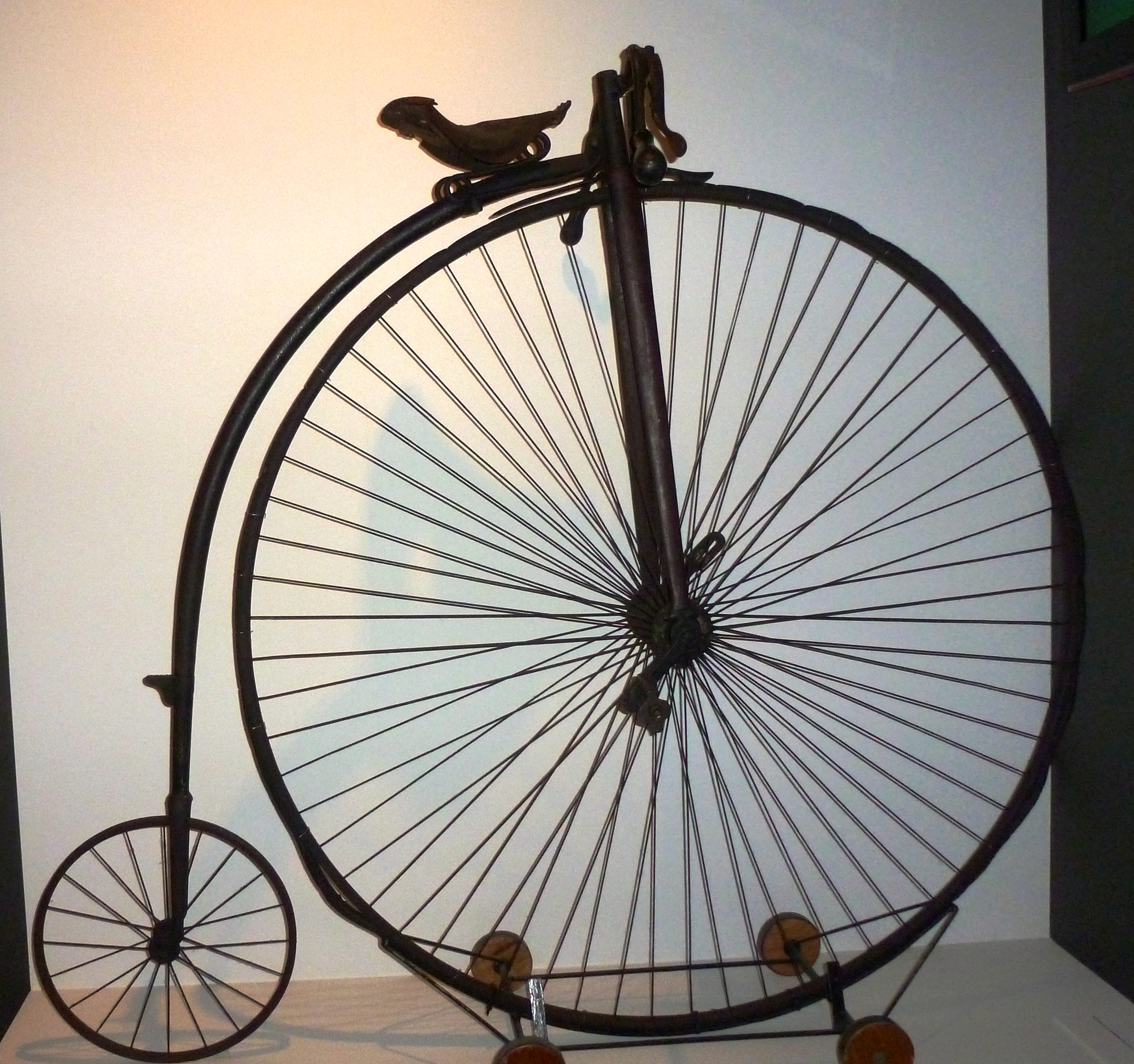
Hochrad des belgischen Fotografen Léonard Misonne
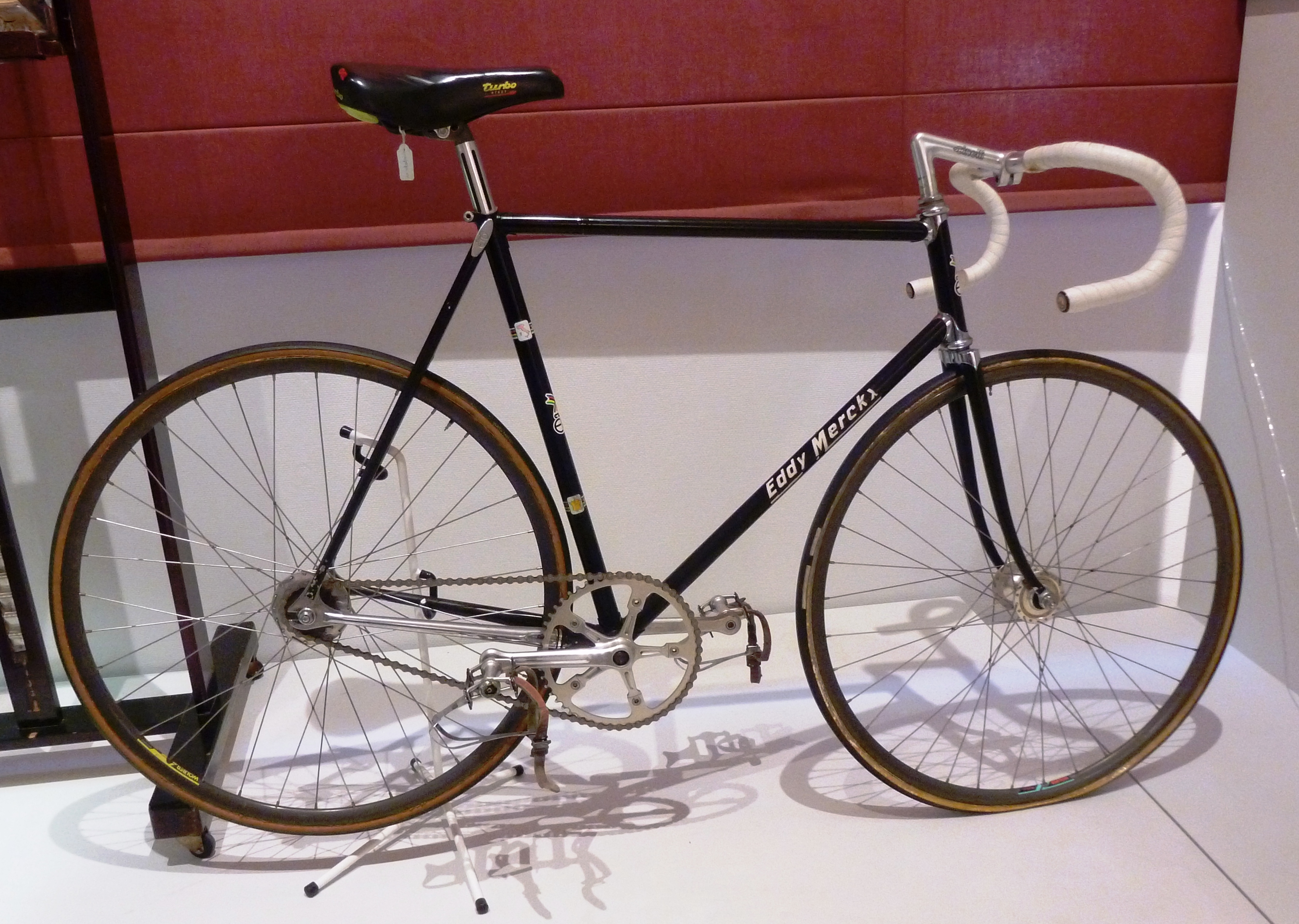
Bahnrad von Eddy Merckx
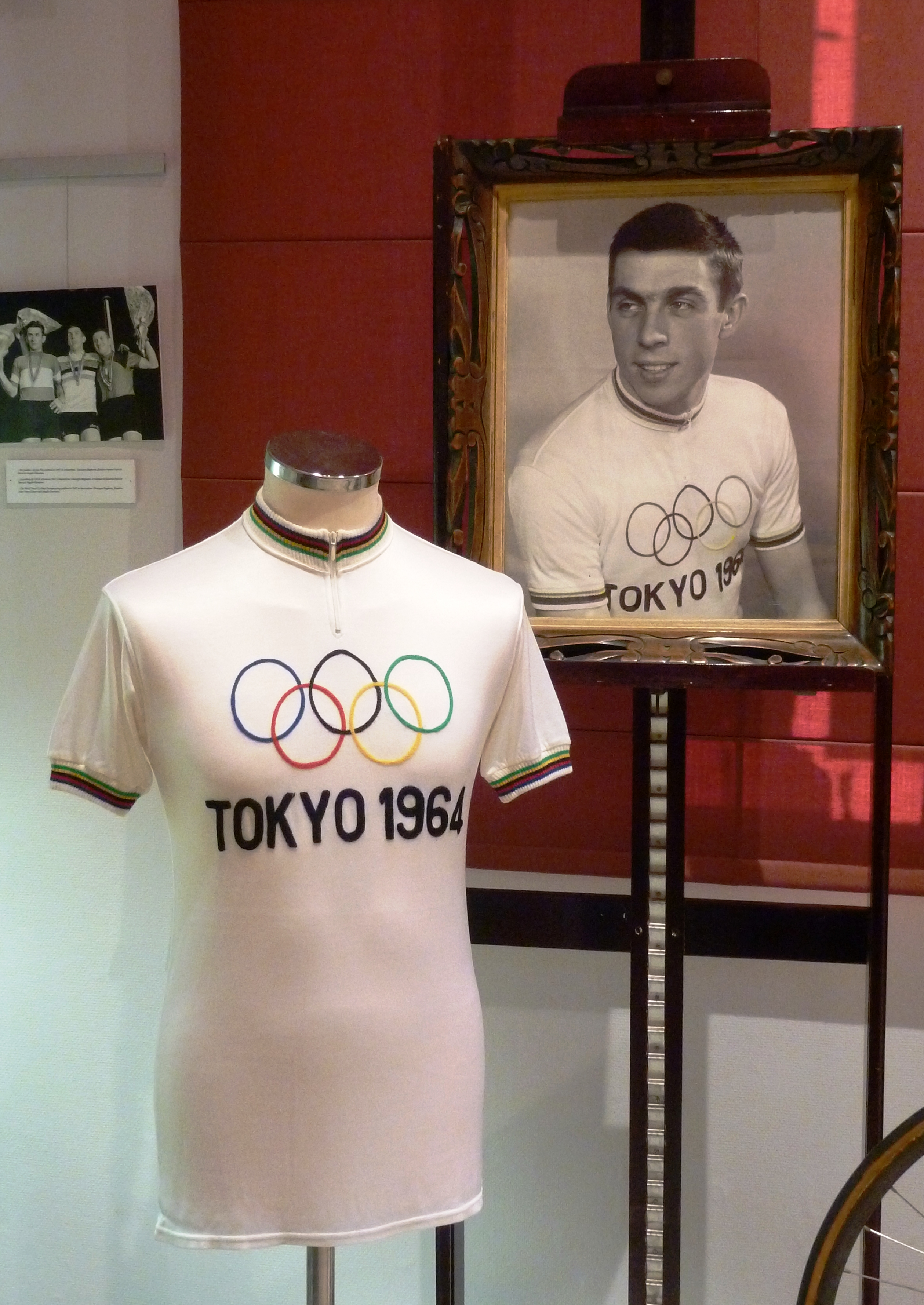
Patrick Sercu und sein Olympiatrikot
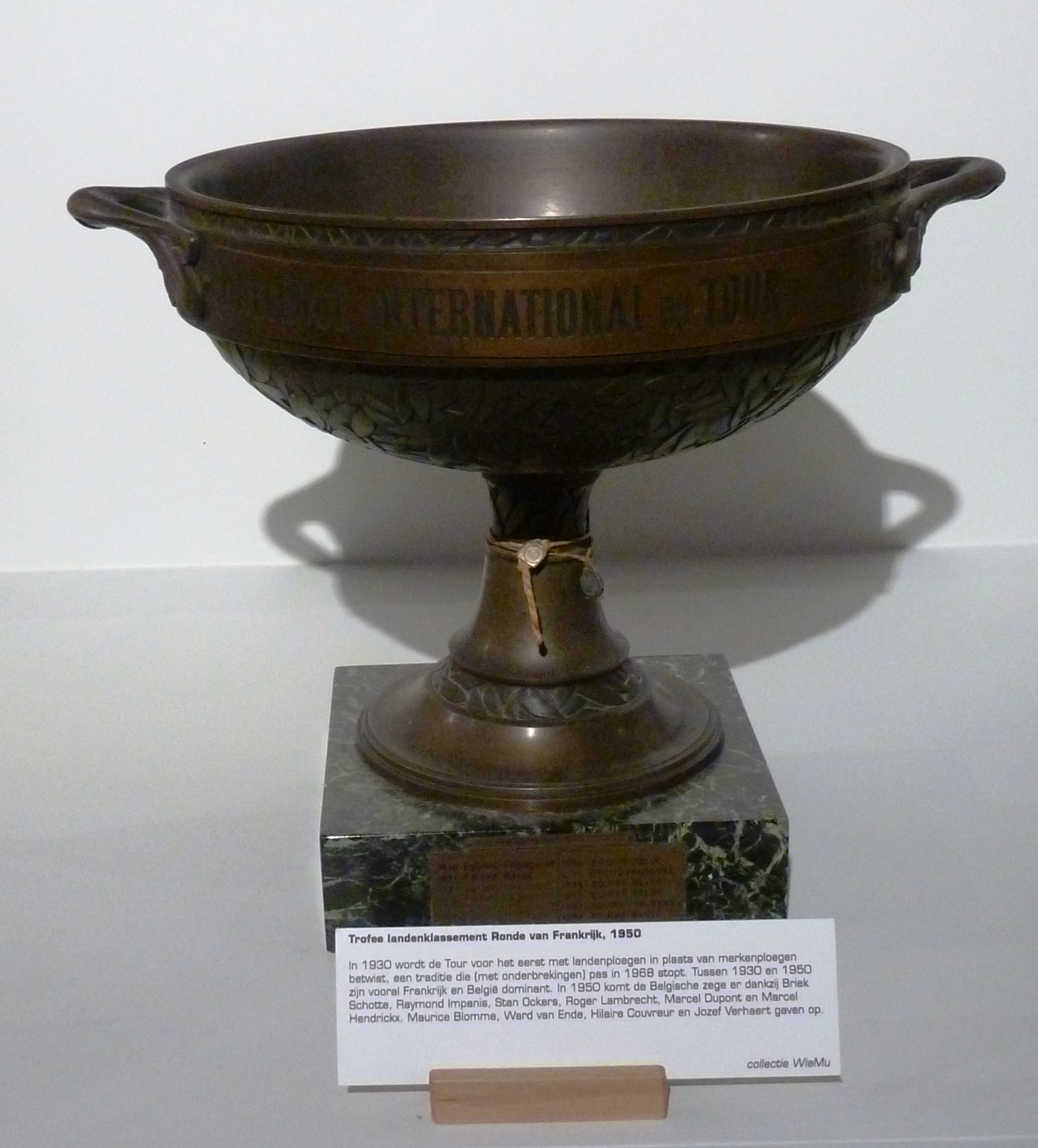
Pokal für die belgische Clubmeisterschaft 1950
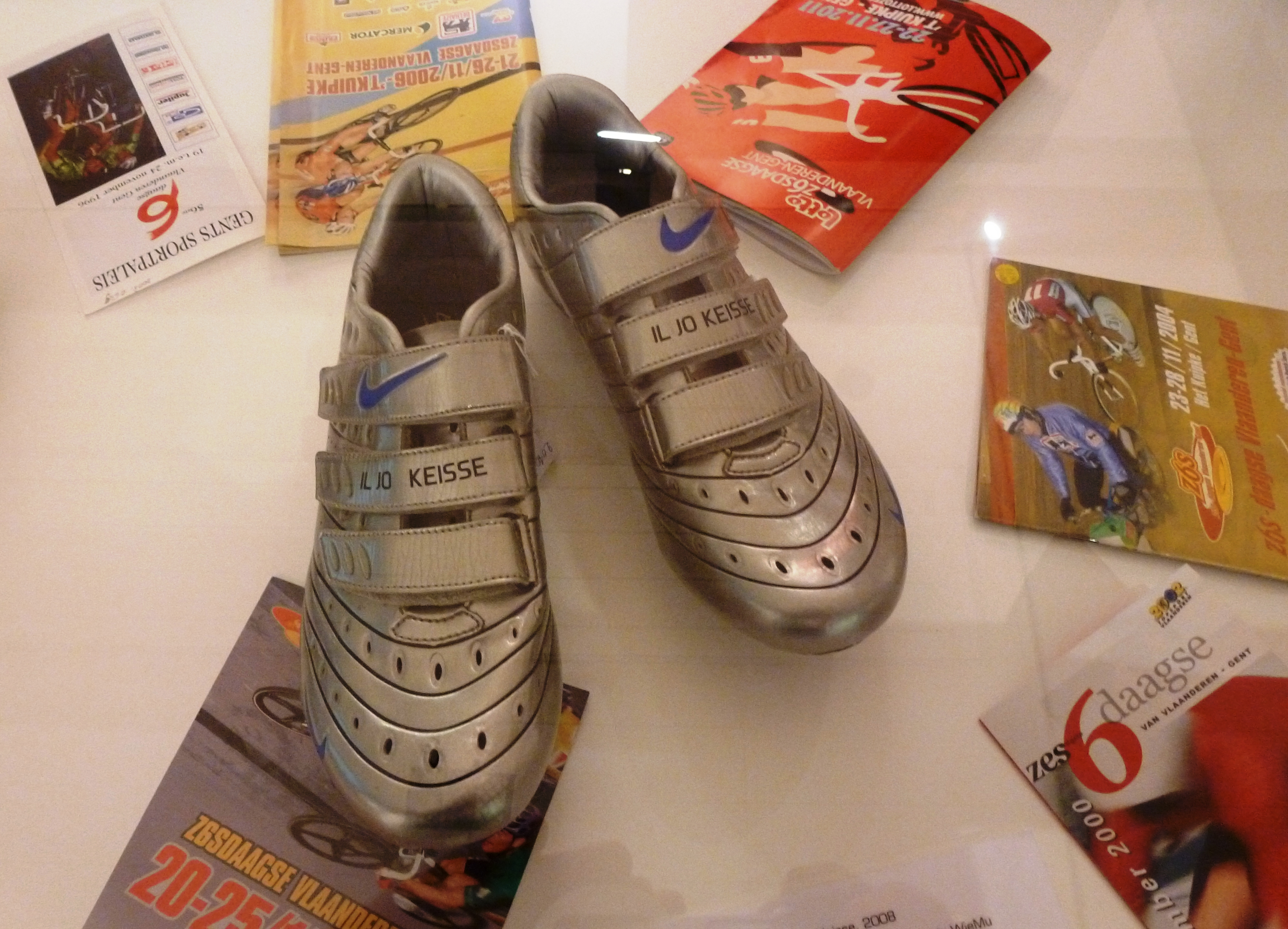
Schuhe von Iljo Keisse